# ای جان جان بی من مرو
ای جان جان بی من مرو نام یکی از آلبوم‌های موسیقی همایون شجریان است که با آهنگ‌سازی سعید فرج‌پوری و اجرای گروه دستان در اسفند سال ۱۳۹۰ توسط انتشارات دل‌آواز منتشر شد.

## قطعات
| ۱. | تصنیف «بی من مرو»                   | شعر: مولانا       |
| ۲. | ساز و آواز «رها نمی‌کند ایام»        | شعر: سعدی         |
| ۳. | تصنیف «آن دلبر من»                  | شعر مولانا        |
| ۴. | قطعهٔ لزگی                           |                   |
| ۵. | ساز و آواز شکسته «دست به‌جان نمی‌رسد» | شعر: سعدی         |
| ۶. | تصنیف «شب ستاره‌کش»                  | شعر: سیاوش کسرایی |
| ۷. | قطعهٔ ضربی                           |                   |
| ۸. | ساز و آواز «دست بنه بر دلم»         | شعر مولانا        |
| ۹. | تصنیف «طرب منم»                     | شعر مولانا        |

## دست‌اندرکاران
- آهنگساز و نوازندهٔ کمانچه: سعید فرج‌پوری
- خواننده: همایون شجریان
- تار: حمید متبسم
- تمبک و بم‌دایره، تنظیم و طراحی سازهای کوبه‌ای: پژمان حدادی
- دف و دایره: بهنام سامانی
- عود: شهرام غلامی
- قیچک: رضا آبایی
- سنتور: پویا سرایی
- طراحی گرافیک: مژگان شجریان
- خوشنویسی: یدالله کابلی
- ضبط موسیقی: حمیدرضا ملکی و سمیه حبیبیان
- استودیو: آفتاب عالم‌تاب
- میکس و مسترینگ دیجیتال: ارُد انزابی‌پور